# رباط طولاني أمامي
الرباط الطولاني الأمامي هو رباط يمتد على طول الجانب الأمامي/البطني لأجسام الفقرات وأقراص الفقرات في العمود الفقري.
وقد يُقطع جزء منه لعلاج بعض الانحناءات غير الطبيعية في العمود الفقري، مثل الحداب.

## تشريح
يمتد الرباط الطولي الأمامي عموديا بين القاعدة الأمامية للجمجمة (العظم القذالي) والحُديبة الأمامية للفقرة الأطلسية (الفقرة العنقية الأولى - C1) علويا، والجزء العلوي من العجز أسفليا، وينتهي أسفلًا عند نتوء العجز. كما يزداد عرضه باتجاه الأسفل. ويرتبط أسفلًا بالرباط العجزي العصعصي الأمامي. أما علويا، بين الجمجمة والفقرة الأطلسية، فيتصل الرباط جانبيًا بالغشاء الأمامي الفهقي القذالي.
يعتبر هذا الرباط سميكا وأضيق قليلا فوق أجسام الفقرات، ولكنه أرق وأعرض قليلا فوق الاقراص بين الفقرات.
يميل الرباط إلى أن يكون أضيق وأكثر سمكا حول الفقرات الصدرية، وأعرض وأرق حول الفقرات العنقية والقطنية.

### البنية
يلتصق الرباط الطولاني الأمامي بقوة بالسمحاق المحيط بالجسم الفقري، لكن ارتباطه بالاقراص بين الفقرات يكون أضعف.
يتكون الرباط الطولاني الأمامي من ثلاث طبقات: طبقة سطحية، وطبقة وسطى، وطبقة عميقة. تمتد الطبقة السطحية على امتداد 3 إلى 4 فقرات، بينما تغطي الطبقة الوسطى فقرتين إلى 3 فقرات، وتتواجد الطبقة العميقة فقط بين الفقرات الفردية.

## الأهمية السريرية
الرباط الطولاني الأمامي قد يتكلس [يتحول إلى عظم], مما يسبب آلام في الظهر.

### التحرير الجراحي
يمكن "تحرير" الرباط الطولاني الأمامي، أو قطعه جزئيًا، بين فقرتين متجاورتين. وذلك لعلاج الانحناء غير الطبيعي في العمود الفقري، مثل مرض الحداب. قد تمنع هشاشة العظام، وبعض العدوى، وجراحة الظهر السابقة إجراء هذه الجراحة.

## صور إضافية

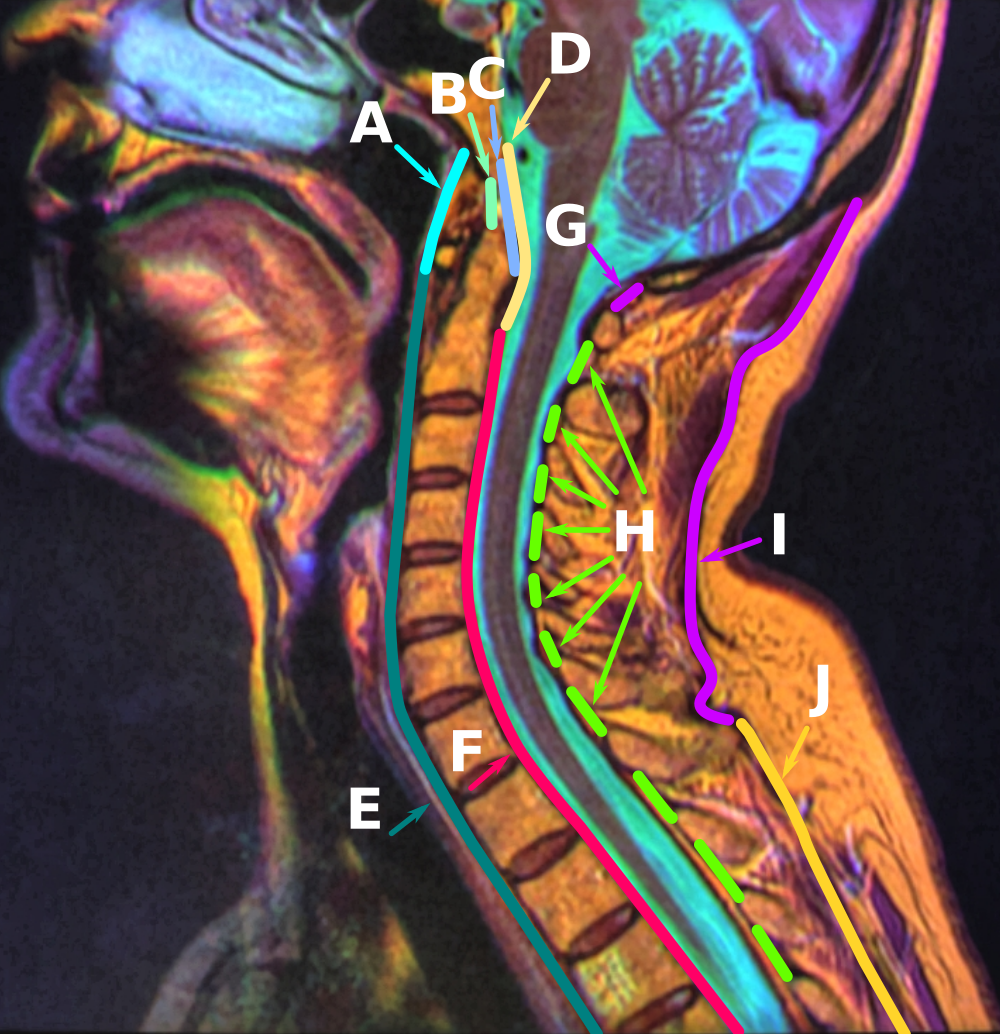
E: الرباط الطولاني الأمامي
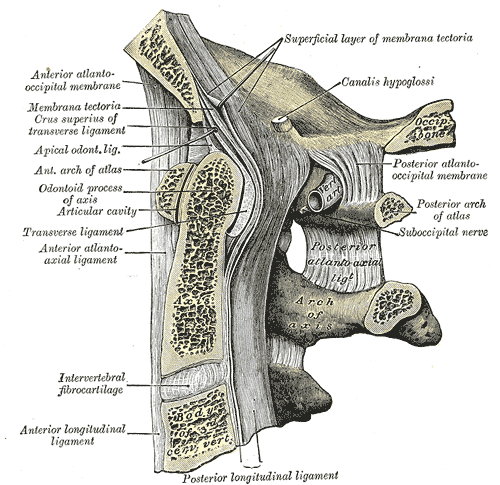
مقطع سهمي وسطي عبر العظم القذالي وأول ثلاث فقرات عنقية.
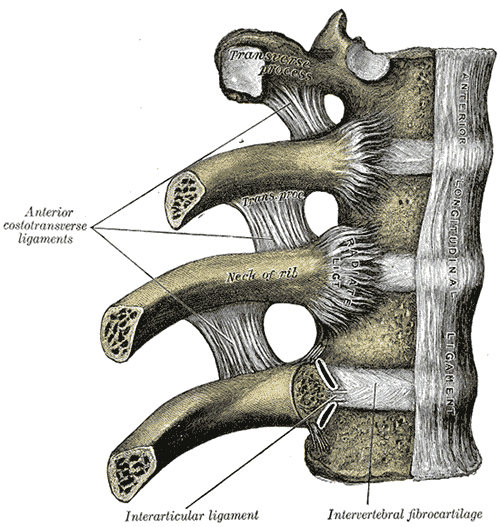
المفاصل الضلعية الفقارية: المنظر الأمامي